# Maria Fadrique d'Aragona
Maria Fadrique d'Aragona, född 1370, död i Adrianopel 1395, var regerande grevinna av Salona i nuvarande Grekland mellan 1382 och 1394. 
Hon var dotter till Louis Fadrique d'Aragona och Helena Asanina Kantakouzene.  Hon efterträdde sin far 1382 vid tolv års ålder, under sin mors regentskap. 
Förhandlingarna om Marias äktenskap drog ut på tiden i flera år på grund av dess politiska känslighet, och upptog mycket av hennes mors regeringstid. Trots att Maria borde ha blivit myndig senast 1390, tycks Helena fortsatt sitt regentskap. Maria förlovades med Nerio I Acciaioli, men förlovningen bröts. Nerio I Acciaioli erövrade hertigdömet Aten, som var Salonas länsherre, men Helena och Maria behöll kontrollen över Salona i opposition mot Aten. 
Regeringen var impopulär och Helena anklagades för vanstyre. När osmanerna belägrade staden föll den genom förräderi, då dess portar öppnades av oppositionen till regimen. Hon och hennes mor tillfångatogs av osmanerna och fördes som fångar till sultan Beyazit I:s harem. Helena ska ha avlidit eller avrättats samma år. Sultanen valde bort Maria som tänkbar konkubin/gemål, och sände henne till fängelse i Adrianopel, där hon avled följande år. 